# زفر بن هذیل
فقیه حنیفی (۱۱۰–۱۵۸) قمری معروف به ابو هذیل عنبری. اصل وی از اصفهان بود و در بصره مقیم.
ابو نعیم حافظ گوید که پدر عنبری، هذیل، والی اصفهان بود. شیخ طوسی او را از اصحاب جعفر صادق و موسی کاظم شمرده. ذهبی او را برجسته‌ترین شاگرد ابو حنیفه می‌داند و می‌گوید که او نزد ابو حنیفه فقه آموخت تا فقیهی کامل گشت. حدیث را به‌خوبی فهم می‌کرد و خود می‌گفت قادر به غربال حدیث است. او از حسّان بن ابراهیم کرمانی و اکثم‌بن محمد و ابو نعیم ملائی و نعمان تیمی و مالک‌بن فُدیک و اقران آنان حدیث روایت کرده‌است. او در ابتدا از اصحاب حدیث بود اما تحت تربیت ابو حنیفه به اصحاب‌الرأی مایل شد، گرچه او تا زمانی که حدیثی می‌یافت به رأی نمی‌پرداخت. وی مدت‌ها متولی قضای بصره بود، و در همان شهر نیز وفات یافت. عنبری یکی از کسانی است که جامع بین علم و عمل و عبادت بود. تصانیفی چند از وی به‌جای مانده‌است که از آن جمله «المقالات» و «مجرد»، در فروع می‌باشد.